# Peine de mort au Dakota du Sud

## Histoire
La première personne exécutée par cet État fut Jack McCall en 1877 pour avoir assassiné Wild Bill Hickok. La pendaison était en usage au Dakota du Sud jusqu'en 1913, avant que la peine capitale fût une première fois abolie entre 1915 et 1933, date à laquelle fut introduite la chaise électrique, utilisée une seule fois, le 8 avril 1947, contre George Sitts, exécuté pour le meurtre de deux policiers. La peine de mort fut rétablie dans le Dakota du Sud en 1979, et la première exécution fut celle d'Elijah Page par injection létale pour le meurtre après torture de Chester Allan Poage. Il n'a pas fait appel de sa condamnation, préférant mourir ; il fut suivi le 15 octobre 2012 d'Eric Robert qui avait, 18 mois auparavant, tué le gardien Ronald Johnson lors d'une tentative d'évasion alors qu'il purgeait une peine de perpétuité ; 15 jours après cette exécution, Donald Moeller fut exécuté, sous les applaudissements des autres détenus, pour le meurtre et le viol de Becky O'Connell, 9 ans, en 1990,. Tous trois avaient renoncé à leurs appels. Le complice d'Eric Robert, Rodney Berget fut exécuté le 29 octobre 2018 pour le meurtre du gardien Ronald Johnson.
La législation du Dakota du Sud prévoit que le juge fixe la semaine de l'exécution et le directeur de la prison le jour précis, il en avise les personnes qui seront présentes à l'exécution, le public lui n'est averti au plus tard que 48 heures à l'avance. Dévoiler plus tôt que le directeur la date de l'exécution est un délit. Le gouverneur n'est pas obligé de suivre la recommandation du comité des grâces dans sa décision.
Il reste actuellement 1 condamné qui attend dans le couloir de la mort : Briley Piper, complice de Elijah Page, initialement condamné à mort, a vu sa peine ramenée à la prison à vie lors d'un deuxième procès en juillet 2009, puis a été de nouveau condamné à mort le 30 juillet 2011, à l'issue d'un autre procès.
En 2006 la législature de l’État fit passer l'enlèvement au premier degré (Kidnapping in the first degree) de crime de classe A à crime de classe B.

## Exécutions depuis 1979
Les exécutions ont lieu à Sioux Falls, au Pénitencier d'État du Dakota du Sud.
| # | Criminel       | Date            | Méthode(s)       | Crime(s) | Gouverneur     |
| - | -------------- | --------------- | ---------------- | --- | -------------- |
| 1 | Elijah Page    | 11 juillet 2007 | Injection létale | Meurtre en 2000 de son ami un homme de dix-neuf ans en le poignardant et noyant.                                                | Mike Rounds    |
| 2 | Eric Robert    | 15 octobre 2012 | Injection létale | Meurtre en 2011 d'un gardien de prison en l'étouffant avec un sac plastique.                                                    | Denis Daugaard |
| 3 | Donald Moeller | 30 octobre 2012 | Injection létale | Meurtre en 1990 d'une fillette de neuf ans en la poignardant après l'avoir violée.                                              | Denis Daugaard |
| 4 | Rodney Berget  | 29 octobre 2018 | Injection létale | Meurtre en 2011 d'un gardien de prison en l'étouffant avec un sac plastique.                                                    | Denis Daugaard |
| 5 | Charles Rhines | 4 novembre 2019 | Injection létale | Meurtre en 1992 d'un de ses anciens collègues de travail alors qu'il cambriolait le magasin pour se venger de l'avoir licencié. | Kristi Noem    |

## Condamnés à mort
En novembre 2019 le couloir de la mort du Dakota du Sud compte un condamné. Depuis 1979, aucun condamné n'a été gracié dans le Dakota du Sud.
| Criminel     | Date de condamnation | Crime(s)                                                                             | Note(s) |
| ------------ | -------------------- | ------------------------------------------------------------------------------------ | ------- |
| Briley Piper | 20 janvier 2001      | Meurtre en 2000 de son ami, un homme de dix-neuf ans en le poignardant et le noyant. |         |

## Crimes capitaux[Note 2]
- S.D. Cod. Laws 22-16-4 - Meurtre au premier degré